# Sega GT 2002
Sega GT 2002 es un videojuego de carreras de simulación publicado por Sega. Es la secuela del videojuego de carreras Sega GT de Wow Entertainment, lanzado en 2002. Originalmente, el juego estaba destinado a ser lanzado para Dreamcast, pero cuando el Dreamcast fue descontinuado en 2001, el juego fue reprogramado para Xbox. Después de su lanzamiento inicial como juego minorista, fue regalado en un disco con Jet Set Radio Future en paquetes de consola Xbox especialmente marcados. Sega lanzó Sega GT Online para el año siguiente, con autos adicionales y una función en línea para usar con Xbox Live. A pesar de ser una exclusiva de Xbox, la franquicia desaparecería más tarde y, como resultado, la serie Forza Motorsport llegaría más tarde a Xbox a partir de 2005, y luego tendría secuelas para contrarrestar la franquicia de Gran Turismo.
Sega GT 2002 introdujo muchas características innovadoras, muchas de las cuales fueron adoptadas posteriormente por futuros juegos de este tipo.

## Características del juego
Este es el único juego de estilo GT que permite al jugador seleccionar a sus oponentes directamente. A diferencia del juego original, ya no hay autos de trabajo para ganar, aunque los autos de carreras viejos todavía se pueden ganar en las carreras. Algunos premios son "premios especiales" que solo se pueden ganar cumpliendo un objetivo determinado. El juego hace uso de un "medidor de daño" en lugar del daño generado, pero si bien no afecta el manejo, reducirá el dinero del premio otorgado al final de la carrera. Cuando el jugador termina la carrera con el auto sin rasguños, el juego otorgará un premio en efectivo de bonificación. A su vez, el jugador terminará con más o menos del dinero del premio anunciado, dependiendo del medidor. A diferencia de Gran Turismo , las pruebas de licencia son simplemente vueltas cronometradas,

## Modos de juego
Sega GT 2002: Los jugadores comienzan con solo $ 13,000 para comprar un auto, recaudando dinero para comprar autos más rápidos y convertirse en el campeón oficial de la carrera.
Batalla rápida: competir en una sola carrera contra una CPU o un oponente humano, o alternativamente, ver una carrera de la CPU.
Modo Crónica: los jugadores pueden usar autos clásicos de la década de 1960 y principios de la de 1970, afinarlos con el tiempo e intentar derrotar a los autos más nuevos.
Contrarreloj: los jugadores pueden intentar batir su propio tiempo de vuelta más rápido en cualquier circuito del juego.
Replay Studio: visualización y edición de repeticiones guardadas.

## Online
Sega GT Online se lanzó en Japón en 2003 y en EE. UU. Y Europa en 2004. Incluyó la adición de "más de 40" automóviles nuevos (ahora 165+), incluidos los vehículos Auto Union, Bugatti y De Tomaso. Los vehículos Opel se han eliminado de esta versión, mientras que algunas pistas nuevas, nuevo clima / hora del día, nuevos modos de juego como "Modo de reunión" se agregaron al modo arcade y "Eventos especiales activados por tiempo" para el modo en línea. A diferencia de la versión normal, se calificó como T debido a las interacciones multijugador impredecibles. Su cubierta presenta un Mazda RX-8.

## Recepción

### Sega GT 2002
Sega GT 2002 recibió críticas "favorables" según el sitio web agregador de reseñas Metacritic. En Japón, Famitsu le dio una puntuación de 35 sobre 40. Fue nominado para GameSpot ' premio de s anual 'Mejor juego de conducción en Xbox', que fue a RalliSport Challenge.

### Sega GT Online
La versión en línea recibió críticas un poco más "promedio" que el Sega GT 2002 original según Metacritic. En Japón, Famitsu también le dio una puntuación de uno ocho, uno siete y dos ocho para un total de 31 de 40.